# Йохан Австрийски
Йохан Баптист Йозеф Фабиан Себастиан Австрийски (на немски: Johann Baptist Joseph Fabian Sebastian von Österreich) е австрийски ерцхерцог, фелдмаршал и политик от династията на Хабсбургите.

## Биография
Роден е на 20 януари 1782 година във Флоренция, в семейството на Леополд, велик херцог на Тоскана, който осем години по-късно става император на Свещената Римска империя. Йохан е тринадесетото дете в семейството и през 1800 година, при управлението на брат си Франц II е обявен за командващ австрийската армия. Командва различни части по време на Наполеоновите войни, до сключването на Шьонбрунския договор през 1809 година.
С морганатичния си брак и някои свои изказвания си създава репутация на либерал и през 1948 година, по време на Германската революция, е обявен за регент на Германската империя, но се оттегля няколко месеца по-късно.
Йохан Австрийски умира на 11 май 1859 година в Грац, Австрийска империя, на 77-годишна възраст.